# ديفيد دبليو. تشيني
ديفيد دبليو. تشيني هو شخصية أعمال وسياسي أمريكي، ولد في 7 أبريل 1859، وتوفي في 27 سبتمبر 1913. انتخب عضو جمعية ولاية ويسكونسن ‏.